# Manglars de Guinea

Mapa de l'ecoregió

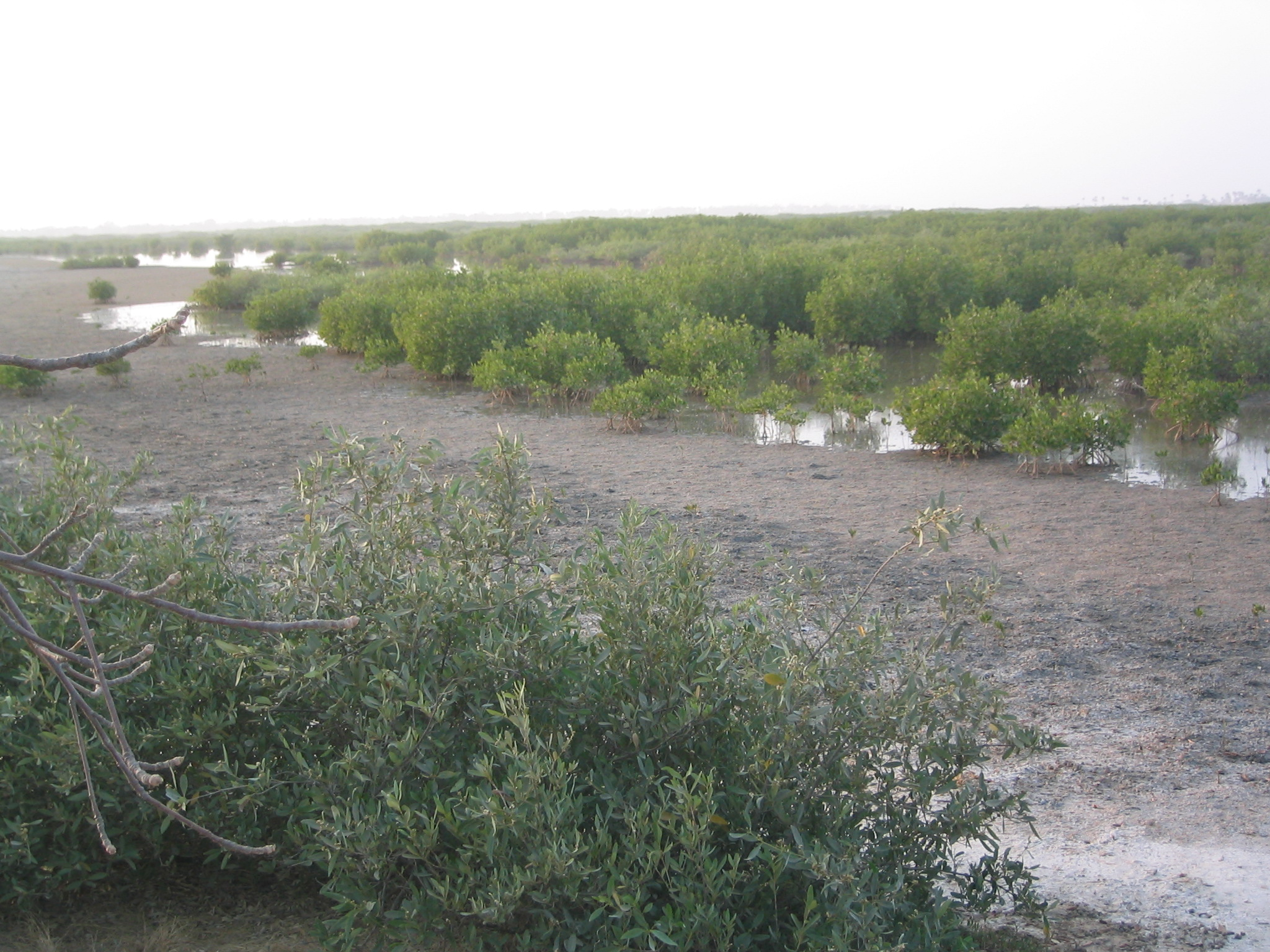
Amb la marea baixa, aflorament de tanne (terra salada) enmig dels manglars en un Bolong de Sine Saloum prop de Mboss Dor (Senegal)

Els manglars de Guinea és una ecoregió costanera de pantans de manglars en estuaris de rius prop de la costa d'Àfrica occidental del Senegal a Sierra Leone. Forma part de la zona afrotròpica.

## Ubicació i descripció
Els manglars de Guinea es troben: als deltes del riu Saloum i del riu Casamance al Senegal; a la conca baixa del riu Gàmbia; a gran part de la costa de Guinea Bissau, incloent els rius Cacheu i Mansoa; a través de la frontera al nord de Guinea; i gran part de la costa de Sierra Leone, inclòs el riu Sherbro. Els manglars creixen a les entrades de les planures costaneres i als estuaris, on les marees oceàniques renten amb aigua salada tèbia l'interior dels rius a uns 100 km, per exemple al riu Cacheu de Guinea Bissau.

## Flora
Els manglars tenen una composició variada amb Rhizophora, Laguncularia racemosa i Conocarpus erectus que creix fins a 10 metres d'alçada entre les àrees més grans de Rhizophora i Avicennia.

## Fauna
Els manglars són importants zones d'alimentació per a peixos, aus i animals. La fauna marina inclou ostres i gambetes. Els mamífers que s'hi troben aquí són el manatí africà. Les aus d'hàbitats humits són agró goliat, agró roig, esplugabous, martinet estriat, martinet dels esculls, flamenc rosat, flamenc menut, becplaner africà, i l'ibis sagrat.

## Amenaces i conservació
Els hàbitats de manglars estan amenaçats per la tala d'arbres per obtenir fusta i llenya o per netejar la terra per a l'agricultura com el cultiu d'arròs. Al sud de Senegal, per exemple, s'estan fent esforços per replantar-los. Les zones urbanes a prop dels manglars inclou la capital de Gàmbia, Banjul i la capital de Guinea Bissau, Bissau. Els parcs nacionals de la regió són el Parc Nacional del Delta del Saloum i el Parc Nacional de Basse Casamance al Senegal, el Parc Nacional Niumi a Gàmbia, i el Parc Nacional dels manglars del Riu Cacheu a Guinea Bissau. També es pot accedir al delta del Saloum des de la localitat de Foundiougne al Senegal.